# Rathtrevor Beach Provincial Park
Der Rathtrevor Beach Provincial Park ist ein 347 Hektar großer Provincial Park in der kanadischen Provinz British Columbia. Er liegt etwa 3 Kilometer südlich von Parksville an der Ostküste der Insel Vancouver Island und ist über den Highway 19A zu erreichen. Der Park liegt im Regional District of Nanaimo.
Mit 1.095.681 Besuchern (Personentagen) in der Saison 2023/2024, die von April bis März geht, ist er der am dritthäufigsten besuchte Park der Provinz. Er hat dabei deutlich weniger Besucher als der am häufigsten besuchte Park, der Cypress Provincial Park mit 1,985,865 Besuchern und nur knapp weniger Besucher als der am zweithäufigsten besuchte Park, der E.C. Manning Provincial Park mit 1.186.973 Besuchern. Hinsichtlich er Anzahl an Übernachtungstagen (143.502) hat er nach dem Golden Ears Provincial Park (203.726) die zweitmeisten.

## Anlage
Der Park liegt unmittelbar an der Straße von Georgia. Das Gelände im nordwestlichen Parkteil beherbergt den Campingbereich, während der östliche sowie südöstliche Teil den am Ufer liegenden Picknickbereich und die Gruppenzeltplätze beherbergt. Während Camping- und Zeltbereiche des Parks bewaldet sind, wird der zentral gelegene und der westlich gelegene Teil von Grasland beherrscht.
Bei dem Park handelt es sich um ein Schutzgebiet der Kategorie II (Nationalpark).

## Geschichte
Der Park wurde im  Jahr 1967 eingerichtet. Der Park wurde nach der ehemals ansässigen Familie Rath benannt. William Rath, ein irischstämmiger Goldsucher, ließ sich hier im Jahr 1886 mit seiner Frau und einem Baby nieder. Im Jahr 1895 errichteten sie dann eine Farm.
Wie bei fast allen Provinzparks in British Columbia gilt aber auch für diesen, dass er lange bevor die Gegend von Einwanderern besiedelt oder sie Teil eines Parks wurde, Jagd- und Fischereigebiet verschiedener Stämme der First Nations war.

## Flora und Fauna
Der Park liegt im gemäßigten Regenwald. Das Ökosystem von British Columbia wird mit dem Biogeoclimatic Ecological Classification (BEC) Zoning System in verschiedene biogeoklimatischen Zonen eingeteilt. Biogeoklimatische Zonen zeichnen sich durch ein grundsätzlich identisches oder sehr ähnliches Klima sowie gleiche oder sehr ähnliche biologische und geologische Voraussetzungen aus. Daraus resultiert in den jeweiligen Zonen dann auch ein sehr ähnlicher Bestand an Pflanzen und Tieren. Innerhalb dieser Systematik wird er der Dry Maritime Subzone der Coastal Douglas-fir Zone zugeordnet. Nach der letzten forstwirtschaftlicher Nutzung und Aufforstung wachsen hier nun hauptsächlich Douglasien, westamerikanische Hemlocktannen und Riesen-Lebensbäume. Der Wald hat hier einen Unterwuchs aus Rippenfarnen, Prachthimbeeren und Kreuzdorn. Im Unterholz finden sich ebenfalls Nuttalls Blüten-Hartriegel auch Pazifischer Blüten-Hartriegel genannt, die Wappenpflanze von British Columbia.
Der Tidenhub der Strait of Georgia ist auch hier deutlich spür- und sichtbar, er beträgt im Regelfall etwa 2 bis 3 Meter. Die dadurch entstehende Gezeitenzone ist reich an maritimem Leben. Bei Ebbe besteht die Möglichkeit am Strand Muschelbänke und andere maritime Lebewesen zu sehen. Die Muscheln sowie Fische locken nicht nur Seeotter und Seehunde, sondern auch Fischadler und Weißkopfseeadler an.
Im Park lässt sich der Diademhäher (engl. Stellar’s Jay), der Wappenvogel British Columbias, beobachten. Auch haben sich hier zwischenzeitlich Ringelgänse ausgebreitet, welche hier auf ihren Wanderungen rasten. Zahlreich vertreten sind die verschiedensten Kleinsäugetiere und -nagetiere wie Waschbär oder Nerz.

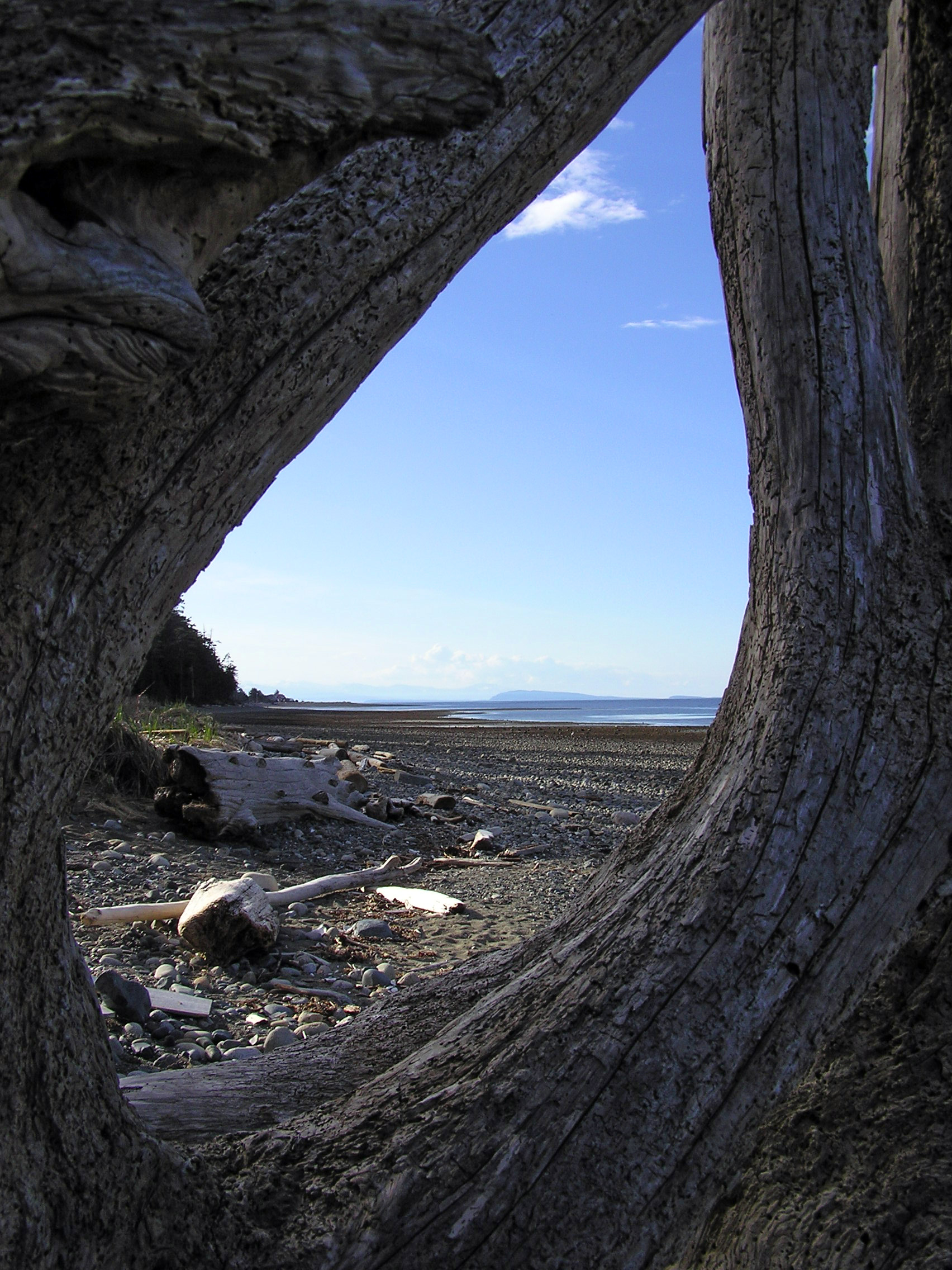
Treibholz am Strand

## Aktivitäten
Die touristische Attraktion des Parks stellt der Picknickbereich mit seinem Strand und der Gezeitenzone dar. Der Park ist besonders bei Familien mit Kindern sehr beliebt. Weiterhin ist der Park von zahlreichen kurzen und bequemen Wanderwegen durchzogen.
Im Park befindet sich das von RLC Enterprize unterhaltene Nature House, welches Veranstaltungen (die sogenannten „Interpretive Programs“) durchführt. Diese Veranstaltung bietet Vorträge und Spiele, um dem Publikum die Natur nahezubringen sowie Ausstellungen zur Naturgeschichte des Parks.
Der Park verfügt über einen, mit Sanitäranlagen, ausgestatteten Campingbereich. Dieser bietet insgesamt 199, zum größten Teil reservierbare, Stellplätze für Wohnmobile und Zelte.